# Damousies
 Damousies  es una población y comuna francesa, en la región de Norte-Paso de Calais, departamento de Norte, en el distrito de Avesnes-sur-Helpe y cantón de Maubeuge-Sud.

## Demografía
| 302 | 268 | 263 | 253 | 252 | 236 |
| Para los censos de 1962 a 1999 la población legal corresponde a la población sin duplicidades (Fuente: INSEE [Consultar]) |     |     |     |     |     |